# Kántor Imre
Kántor Imre (Nyitranagykér, 1860. február 29. – 1913 után) az Országos Statisztikai Hivatal tisztviselője, költő, újságíró.

## Élete
Kántor Lajos és Nyulasy Karolina fiaként született. 1888-tól a statisztikai hivatalnál dolgozott. 1913. április 17-én Budapesten feleségül vette a nála 31 évvel fiatalabb Kántor Viktóriát, Kántor Kálmán és Botlik Jozefa lányát.
Költeményei a következő lapokban jelentek meg: Budapest (1880–1892), Gyöngyvirág (1881–1882), Szabadság (1881–1889), Gondűző (1885), Képes Családi Lapok (1885–1894), Ország-Világ (1886, 1891; Irma és Elekes névvel), Komárommegyei Közlöny (1886–1888), Keresztény Magyarország (1887–1888), Pápai Lapok (1887), Világ Tükre (1888), Nemzeti Hirlap (1888, 1892), Arad (1889), Debreczeni Hiradó (1889), Győri Hirlap (1889), Magyar Szemle (1889), Somogy (1889), Üstökös (1889), Magyar Nők Lapja (1891).
A Magyar Újságírók Szövetségének tagja.

## Művei
- Az én világom. Budapest, 1888.
- Örökkévalóság. Budapest, 1894.
- Legújabb költemények. 1914.